# Marco Vorbeck
Marco Vorbeck (* 24. Juni 1981 in Kühlungsborn) ist ein ehemaliger deutscher Fußballspieler und heutiger -trainer.

## Karriere
Der rechtsfüßige Stürmer begann seine Karriere bei Traktor Kröpelin und TSG Neubukow. 1996 heuerte er in der Jugend von Hansa Rostock an. Gleichzeitig wechselte er an die CJD Jugenddorf-Christophorusschule Rostock, an der er 2001 sein Abitur ablegte. Über die Amateurmannschaft schaffte er den Sprung in die Profielf. Nachdem er sich in der Bundesliga nicht hatte durchsetzen können, wechselte er im Sommer 2005 von der Ostsee zu Dynamo Dresden.
Bis zum 2:1-Sieg beim TSV 1860 München überzeugte er in der Saison 2005/06. Danach begann eine sportliche Talfahrt Dynamos, die auch an dem Stürmer nicht spurlos vorüber ging. Trotz des Abstiegs des Vereins verlängerte er seine Vertragslaufzeit für die Regionalliga. Am 25. Februar 2007 sorgte er für Diskussionen, als er dem Hauptgeschäftsführer des Vereins, Volkmar Köster, vorwarf, an Fanübergriffen gegenüber der Mannschaft von Dynamo Dresden eine Mitschuld zu haben.
Im Mai 2007 wechselte Vorbeck zum Zweitligisten FC Augsburg. Dort spielte er ab der Saison 2007/08 und hatte einen Zweijahresvertrag bis Sommer 2009. Vorbeck konnte sich in Augsburg nicht in die Stammelf spielen. In der Hinrunde der ersten Saison kam er auf lediglich neun Einsätze, wobei er nie über 90 Minuten spielte. Am fünften Spieltag, seinem ersten Einsatz in der Startelf, gelang ihm sein einziger Treffer für den FC Augsburg. In der Winterpause verpasste er auf Grund eines Sehnenanrisses das Trainingslager und musste sich wegen dieser Verletzung im März einer Operation unterziehen. Er fiel damit für den Rest der Saison aus. In der Hinrunde der folgenden Saison wurde der Angreifer von Trainer Holger Fach in der Aufstellung nicht berücksichtigt. Daraufhin spielte Vorbeck im Dezember beim Drittligisten 1. FC Union Berlin vor, wurde jedoch nicht verpflichtet.
Am 23. Januar 2009 kündigte Vorbeck an, seine aktive Karriere zum 30. Juni 2009 zu beenden, da er sich von seiner Verletzung nicht richtig erholen könne. In der Saison 2009/10 entschied er sich jedoch, noch einen Anlauf im Profifußball zu versuchen und beim TSV 1860 München in der zweiten Mannschaft fit zu werden, um sich für einen Profivertrag empfehlen zu können. Ohne Erfolg bei 1860 München bekam der 28-Jährige von Hansa-Rostock-Trainer Andreas Zachhuber ebenfalls eine Chance sich zu beweisen. Ab Ende Oktober 2009 trainierte Vorbeck in der zweiten Mannschaft der Mecklenburger mit und strebte ein Comeback in der ersten Rostocker Mannschaft an. Vor Beginn der Saison 2010/11 absolvierte er erfolglos ein Probetraining beim österreichischen Verein SC Austria Lustenau.
Am 30. Juli 2010 verpflichtete der TSV 1860 Rosenheim Vorbeck. Er absolvierte am 6. Spieltag der Bayernliga seine Vereinspremiere vor heimischem Publikum, als er in der 86. Minute eingewechselt wurde. Seinen ersten Treffer für 1860 Rosenheim erzielte er am 8. Spieltag im Spiel gegen die SpVgg Bayern Hof. Ende Juni 2011 beendete er seine Profi-Laufbahn.
Von 2012 bis 2015 war er Nachwuchstrainer bei 1860 Rosenheim und bis 2018 Trainer der U17 von Hansa Rostock. Anschließend machte er eine Ausbildung zum Fußballlehrer. Zur Saison 2019/20 wurde er Cheftrainer des Regionalligisten SV Babelsberg 03. Nachdem Babelsberg nach 15 Saisonspielen nur den 16. Tabellenplatz belegte, trennte sich der Verein im November 2019 von Vorbeck.